# De boekzaal van Europe

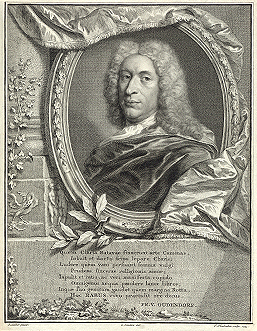
Portret van Pieter Rabus,

De boekzaal van Europe was het eerste Nederlandstalige geleerdentijdschrift, de toenmalige vorm van een populair- wetenschappelijk tijdschrift. De eerste aflevering van het tijdschrift verscheen in 1692. De stichter van het tijdschrift was de in Rotterdam wonende dichter en schrijver Pieter Rabus. Het werd ook in Rotterdam uitgegeven door Pieter van der Slaart. Het verscheen tweemaandelijks en had meestal tussen de 150 à 200 bladzijden per aflevering. Rabus was vrijwel geheel alleen verantwoordelijk voor het schrijven van van de  inhoud van het blad. 
In 1700 ontstaat een conflict tussen uitgever van der Slaart en Rabus. Van der Slaart zet met enkele anonieme auteurs De Boekzaal voort, terwijl Rabus een tijdschrift opricht met de titel  Twee-Maandelijke Uittreksels dat uitgegeven wordt door Barend Bos. Hij zet dit tijdschrift voort tot zijn dood in 1702. Beide bladen wisselen daarna een aantal keren van uitgever en hebben onderlinge conflicten. Uiteindelijk wordt overeengekomen dat beide bladen in hun ondertitel naar de term Boekzaal mogen verwijzen. Maandelyke Uittreksels of Boekzaal der Geleerde Waerelt  is dan een voortzetting van het tijdschrift dat Rabus zelf na het conflict in 1700 oprichtte. Dit blad blijft tot 1863 bestaan. Het karakter van het blad is dan wezenlijk anders, omdat het  dan al ruim een eeuw ook gevuld wordt met kerkelijk nieuws. 

## Achtergrond
De kern van een geleerdentijdschrift waren de boekbesprekingen. Het tijdschrift kon daarnaast geleerd nieuws bevatten, zoals relevante nieuwe ontdekkingen. Er waren in de Republiek al eerder Franstalige geleerdentijdschriften van Nederlandse oorsprong, zoals de Nouvelles de la République des Lettres dat vanaf 1684 ook in Rotterdam werd uitgegeven door Pierre Bayle en Henri Desbordes. In 1686 werd te Amsterdam de eerste aflevering van de  Bibliothèque universelle et historique uitgegeven, onder redactie van een eveneens naar de Republiek uitgeweken hugenoot, Jean le Clerc. In 1687 stichtte Henri Basnage de Beauval de Histoire des Ouvrages des Savans dat ook in Rotterdam werd uitgegeven door Reinier Leers. Dit was in feite een voortzetting van het tijdschrift van Pierre Bayle. 
Onderzoek in het archief van de uitgever Luchtmans in Leiden heeft duidelijk gemaakt dat de prijs voor een aflevering van de Boekzaal tien stuivers was. Dat was het dubbele van wat meestal betaald moest worden voor een Franstalig geleerdentijdschrift. De reden is dat de oplages van een Nederlandstalig tijdschrift altijd kleiner waren dan die van een Franstalig blad. Er zijn geen nauwkeurige gegevens bekend over de oplage van De boekzaal van Europe , maar het moet minimaal enige honderden geweest zijn.  
De relatie tussen de uitgever van der Slaart en Rabus was van uitsluitend professionele aard. Van der Slaart betaalde Rabus voor zijn teksten. Van der Slaart bezat het copyright  (‘regt van copie en privilegie’) dat hem voor een periode van 15 jaar  was toegekend door de Staten van Holland en West-Friesland. In het blad waren ook altijd advertenties die duidelijk maakten dat alle besproken boeken verkrijgbaar waren in de boekhandel van van der Slaart. Door van der Slaart geïmporteerde boeken uit met name Engeland werden vaak door Rabus besproken. De opzet was in ieder geval zo lucratief dat van der Slaart in 1694  een tweede geleerdentijdschrift ging uitgeven, het Nouveau Journal des Sçavans  met als redacteur  Etienne Chauvin  die doceerde aan Illustere school van Rotterdam. Chauvin verhuist echter kort daarna naar Berlijn en zet het blad aldaar voort.

## Doelstelling van Rabus met het tijdschrift

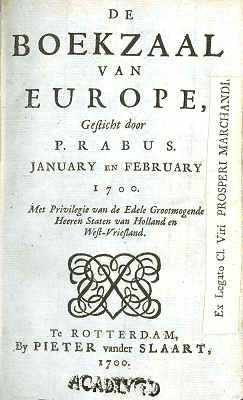
Titelblad van de aflevering januari en februari 1700

Rabus had in 1688 een boek gepubliceerd onder de titel Griekse, Latijnse en Neêrduitse Vermakelijkheden der Taalkunst, bestaande in verscheidene Aanmerkingen over gewijde en ongewijde stoffe. Hij draagt het boek op aan Herman van Zoelen, de toenmalige burgemeester van de stad. In de inleiding van het boek maakt hij bekend wat voor verdere plannen hij heeft. Die blijken identiek te zijn aan die van de latere Boekzaal.  Door dit boek wil Rabus ‘... de leesijver’ bevorderen en pogen bij al diegenen die het Grieks en Latijn niet beheersen:‘dat allerverfoeylijkste schrikdier, de domme onwetendheid (...) te overmeesteren en hunner verstanden te verheffen boven d'ydele bekommeringen, die 't leven der menschen in 't gemeen bestormen‘. 
In de eerste aflevering van  De boekzaal van Europe in juli 1692 schreef Rabus dat ieder streven, dat beoogt de mensen de resultaten van de wetenschap in verkorte vorm te presenteren dient te worden toegejuicht. Hij wijst daarbij op eerdere initiatieven in Europa zoals Journal des savants en Acta Eruditorum. Maar Rabus meldt  zich tot toch een wat andere doelgroep te willen richten. Dat zijn de ‘platterts’: diegenen die het Latijn en het Frans niet of minder goed beheersen, maar die wel degelijk belangstelling hebben voor ‘een beknopte Bibliotheek van alle waardige boeken, in 't Christendom uitkomende’. Een tijdschrift gesteld ‘in onze ronde sprake’, waardoor ‘den boekoeffenaren ontnomen wierd de langwijlige moeijelijkheid van grote stapels boeken te doorlezen’.
Het merendeel van de besprekingen in de Boekzaal betreft de religie en aanverwante terreinen. Daarnaast is er ruimte voor  aardrijkskundige beschrijvingen, historische studies en natuurwetenschappelijke werken.  Rabus  profileert zichzelf als ‘een bloote beschouwer’ die slechts probeert ‘de schrijvers in hun zog na te volgen, en te zeggen wat zy zeggen’. Maar ondanks deze pretentie van neutraliteit is het vaak duidelijk wat zijn eigen opvattingen zijn. Dit is bijvoorbeeld het geval waar hij al in de eerste aflevering van juli 1692 een boekbespreking geeft van De betoverde weereld van Balthasar Bekker, de bestrijder van allerlei vormen van bijgeloof. Hij houdt de schijn van neutraliteit op door ook drie werken met kritiek op Bekker te bespreken. De bespreking van Bekker is echter een volledige samenvatting van 61 bladzijden van dat werk en een veelvoud van de bespreking van de drie werken met kritiek.  Meer in het algemeen is bij  Rabus is het bijgeloof een soort duivelse macht die strijdt tegen de - met hoofdletters geschreven - Waarheid en Rede. Hij was geneigd ook religies als het katholicisme en de islam tot het bijgeloof te rekenen. Rabus heeft zelf nooit publiek gemaakt tot welke denominatie hij behoorde. 
Nederlandse proza en poëzie komt in het tijdschrift minder aan bod. De keren dat dit gebeurde is echter nog veel meer te merken wat zijn eigen opinies zijn. Rabus is een van de eerste recensenten van literaire teksten in Nederland.  Hij had een immense bewondering voor dichters en schrijvers als Hooft en Vondel. In beschouwingen over  Nederlands proza en poëzie van na 1691 benoemde hij auteurs als  ‘snood gespuis van boetelaars en rijmbrakende krukken’ of de ‘pisvaarzen’ van ‘voddeschrijvers en todderijmers’ met hun ‘half-Hoogduitsche quakzalverstaal’.

## Pogingen tot censuur
Gedurende een aanzienlijk  deel van de periode 1692 -1700 waren er moeilijkheden met de kerkenraad van Rotterdam. De Rotterdamse kerkenraad was een van de meest invloedrijke binnen de Nederduits Gereformeerde Kerk. Vrijwel alle leden van de raad waren overtuigde aanhangers van het gedachtegoed van Voetius. Voetius en zijn volgelingen  verzetten zich tegen volledige afschaffing van vervolgingen wegens hekserij; de invloed van de duivel was voor hen een realiteit. De Voetianen verkondigden dat de filosofie ondergeschikt moest blijven aan de theologie en de natuurwetenschappen in overeenstemming moesten blijven met de Schrift. Een verzoek van de kerkenraad aan het gemeentebestuur het tijdschrift te verbieden werd afgewezen, maar de kerkenraad kreeg enige jaren de gelegenheid tekst van een aflevering voorafgaand aan het drukken in te zien of er iets  ‘aenstootelyx’ in voorkwam. De bewuste passages konden voorgelegd worden aan de burgemeesters en zouden dan eventueel verwijderd kunnen worden. 
Deze vorm van preventieve censuur was inadequaat omdat Van der Slaart en Rabus die op meerdere wijzen wisten te negeren. In 1697 verzocht de kerkenraad dan ook het gemeentebestuur Rabus een aantal bindende voorschriften op te leggen. In de correspondentie met het gemeentebestuur combineert de kerkenraad dat met het verzoek om maatregelen tegen het in dat jaar gepubliceerde Vervolg van 't leven van Philopater. Dat was een  roman met onverholen propaganda voor het gedachtegoed  van Spinoza. De tekst bevatte complete citaten uit zijn voornaamste geschriften. Het gemeentebestuur maakt – net zoals meerdere plaatsen in het land – de keus om alle exemplaren van het Vervolg van 't leven van Philopater  bij Rotterdamse boekwinkels in beslag te nemen en die te verbranden. Rabus dient te beloven dat hij voortaan geen aanstotelijke zaken meer zal beschrijven. Als Rabus dat inderdaad doet, deelt het gemeentebestuur hem  mee dat ‘hij ontslagen is van sijne Boek-zale verder te moeten laten visiteren van de E. Kerkeraadt’. De tijdschriften van 1698 bevatten ook geen controversiële onderwerpen. Bekker was dat jaar ook overleden. In 1699 was in het tijdschrift echter weer volop ruimte gemaakt voor de domheid van bijgeloof.  
- Jorink, Eric, (2004) Het Boeck der Natuere. Nederlandse geleerden en de wonderen van Gods Schepping, 1575-1715, Primavera Pers Leiden.
- Oorsouw, M.B.M.(  2021) Between Scylla and Charybdis: The Mediation of Controversial Ideas in the Boekzaal van Europe, 1692-1701
- Baartmans, J.J. M & De Vet, J.J.V.M ( 2013)  Intellectual emancipation during the Early Enlightenment: the ambitions of a pioneering periodical from Rotterdam
- Johannes, Gert Jan en Leemans, Inger (2017) Worm en donder Geschiedenis van de Nederlandse literatuur 1700-1800: de Republiek. Letterkundige organisatievormen. Tijdschriften
- Rietbergen, Peter (1974) [Pieter Rabus en de Boekzaal van Europe